# Paulo Moreno
Paulo Jorge Ramos Moreno, más conocido como Paulo Moreno, (Lisboa, 27 de marzo de 1992) es un jugador de balonmano caboverdiano, nacido en Portugal, que juega de pívot en el C' Chartres MHB. Es internacional con la selección de balonmano de Cabo Verde.
Con la selección de Cabo Verde disputó el Campeonato Mundial de Balonmano Masculino de 2021, el primero para su selección.

## Palmarés internacional
| Campeonato Africano | Campeonato Africano | Campeonato Africano | Campeonato Africano |
| Año                 | Lugar               | Medalla             |                     |
| ------------------- | ------------------- | ------------------- | ------------------- |
| 2022                | Egipto              | Medalla de plata    |                     |

## Palmarés en clubes

### Benfica
- Liga Europea de la EHF (1): 2022
- Copa de Portugal de balonmano (2): 2016, 2018
- Supercopa de Portugal de balonmano (1): 2016

## Clubes
| Club                 | País     | Año         |
| -------------------- | -------- | ----------- |
| SL Benfica           | Portugal | 2013 - 2024 |
| Al-Arabi SC (cedido) | Catar    | 2022        |
| C' Chartres MHB      | Francia  | 2024 - Act. |

## Estadísticas

### Campeonato Mundial
|  | Líder del Torneo            |
|  | Incluido en el Equipo Ideal |

| Torneo              | Partidos | Ataque | Ataque | Ataque      | Ataque | Posición |
| Torneo              | Partidos | Goles  | Tiros  | Efectividad | Media  | Posición |
| ------------------- | -------- | ------ | ------ | ----------- | ------ | -------- |
| Mundial 2021        | 1        | 3      | 3      | 100%        | 3      | 32º      |
| Mundial 2023        | 6        | 25     | 31     | 80,65%      | 4,17   | 23º      |
| Mundial 2025        | 6        | 28     | 35     | 80%         | 4,66   | 23º      |
| Total en su carrera | 13       | 56     | 69     | 81,16%      | 4,31   | -        |

Actualizado a 31 de enero de 2025.